# ماتیاس کاس
ماتیاس کاس (انگلیسی: Matthias Casse؛ زادهٔ ۱۹ فوریهٔ ۱۹۹۷) جودوکار اهل بلژیک است.